# Moderate Resolution Imaging Spectroradiometer
Moderate Resolution Imaging Spectroradiometer (MODIS, pol.: spektroradiometr obrazujący średniej rozdzielczości) – wielospektralny skaner optyczno-mechaniczny satelitów Terra i Aqua. Rejestruje promieniowanie elektromagnetyczne w 36 kanałach obejmujących zakres 0,46-14,39 μm. Dostarcza danych o rozdzielczości przestrzennej 0,25-1,00 km/piksel w nadirze. Ze względu na duże pole widzenia (110°) umożliwia uzyskanie danych dla całej planety dwa razy na dobę. Dane zbierane przez MODIS znajdują zastosowanie w badaniach atmosfery oraz powierzchni lądów i oceanów (wraz z kriosferą). Sensor ma charakter eksperymentalnego i nie jest wykorzystywany np. w operacyjnej służbie meteorologicznej.
MODIS uchodzi za jeden z najważniejszych sensorów współczesnej teledetekcji satelitarnej. Opinię tę zawdzięcza wysokiej jakości danych: wysokiej rozdzielczości radiometrycznej i spektralnej, zaawansowanym systemom kalibracji radiometrycznej. Dodatkowo orbity satelitów Terra i Aqua są stabilizowane z dokładnością ±5-10 minut, co pozwala na uzyskanie homogenicznych serii obserwacyjnych, kluczowych do badań środowiska, a trudno osiągalnych za pomocą np. sensorów AVHRR.

## Historia
W połowie lat 70. minionego wieku wzrost zainteresowania badaniami Ziemi zbiegł się z intensywnym rozwojem satelitarnych technik obserwacji planety. Chęć wykorzystania satelitów do badania środowiska naturalnego doprowadziła do powstania w USA programu Earth Observing System (EOS). Zasadniczym celem EOS była budowa serii instrumentów, które zapewniłyby jednorodny, piętnastoletni ciąg obserwacji Ziemi. Jednym z sensorów rozważanych dla EOS był radiometr obrazujący średniej rozdzielczości. W pierwszej połowie lat 80. zespół dziewiętnastu naukowców i inżynierów opracował szczegółową koncepcję sensora, sugerując stworzenie dwóch instrumentów: MODIS-T i MODIS-N.
MODIS-T (T od ang. tilt - wychylenie) miał dokonywać pomiarów promieniowania w 64 zakresach spektralnych i posiadać opcję wychylenia osi optycznej od nadiru, co pozwoliłoby unikać refleksu słonecznego nad oceanami. MODIS-T był sensorem bardzo innowacyjnym, projektowanym z myślą o badaniach oceanograficznych. Za budowę instrumentu odpowiadać miało Centrum Lotów Kosmicznych im. Goddarda (GSFC). Bardziej "klasyczny" MODIS-N miał rejestrować promieniowanie w 35 zakresach spektralnych, za pomocą teleskopu skierowanego wyłącznie w nadir (stąd N w nazwie). Budowę sensora powierzono sektorowi prywatnemu w ramach rządowego kontraktu (wybrano firmę Santa Barbara Remote Sensing, dzisiaj Raytheon).
W 1991 roku EOS przeszedł pierwszą poważną restrukturyzację, w efekcie której zarzucono budowę MODIS-T. Aby uratować część programu oceanograficznego zdecydowano o wykonaniu dwóch bliźniaczych skanerów MODIS-N, z zamysłem umieszczenia ich na oddzielnych satelitach o roboczych nazwach EOS-AM i EOS-PM. Satelitom wybrano orbity umożliwiające obserwację danego obszaru oceanu w innym czasie i przy innej geometrii, co w pewnej mierze rozwiązywało problem refleksu słonecznego. Od tego momentu sensory funkcjonują pod wspólną nazwą MODIS, a za kierowanie projektem odpowiedzialne jest ośrodek NASA w GSFC.
Na początku lat 90. zakładano, że każdy z satelitów EOS-AM i EOS-PM będzie miał pięcioletnią żywotność, co implikowało konieczność budowy sześciu satelitów, a więc i sześciu sensorów MODIS. Satelity EOS-AM1 i EOS-PM1 miały nieść na pokładzie sensor MODIS odpowiadający istniejącej specyfikacji, dla AM2/AM3 i PM2/PM3 planowano budowę nowej, zaawansowanej wersji MODIS.
Połowa lat 90. przyniosła w USA zmianę filozofii realizacji naukowych misji satelitarnych. NASA jako agencja badawcza miała jedynie opracowywać nowoczesne instrumenty, udowadniające słuszność proponowanych założeń inżynieryjnych (tzw. proof of concept). Jeśli rozwiązania testowane przez NASA sprawdziłyby się, miały zostać wdrożone w instrumentach budowanych z myślą o służbie operacyjnej, nad która nadzór sprawowałyby inne agencje rządowe (np. NOAA lub USGS). W duchu tej polityki dwa budowane sensory MODIS uznano za testowe prototypy NASA. Ewentualne późniejsze sensory miały być już operacyjnymi, więc prace nad nimi stały się częścią planu modernizacji amerykańskiej flotylli satelitów meteorologicznych.
Ostatecznie powstały dwa egzemplarze MODIS. Pierwszy (Protoflight Model, PFM) był gotowy w czerwcu 1997 roku i trafił na orbitę na pokładzie satelity EOS-AM (Terra) w grudniu 1999 roku, rozpoczynając regularne obserwacje 24 lutego 2000. Drugi egzemplarz (Flight Model 1, FM1) zainstalowano na pokładzie satelity EOS-AM1 (Aqua) i umieszczono na orbicie w maju 2002. MODIS/Aqua rozpoczął obserwacje 24 czerwca 2002. W przyszłości ciągłość obserwacji mają zapewnić skanery VIIRS, wykorzystujące wiele rozwiązań z projektu MODIS.

## Budowa instrumentu

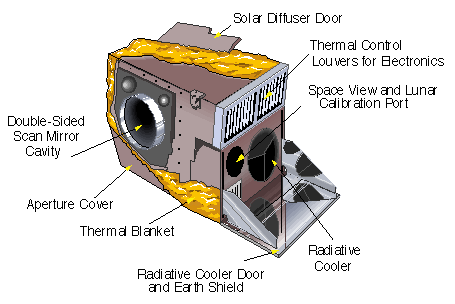
Główne elementy konstrukcji MODIS

Instrumenty MODIS zostały zaprojektowane z następującymi podsystemami i funkcjami:
- Obrazowanie atmosfery, lądu i oceanów

- Pasma spektralne o rozdzielczościach 1 000 m, 500 m i 250 m

- Dostosowane pasma spektralne w zakresie od 0,4 do 14,4 µm z niską czułością na sygnały poza pasmem

- Stale obracający się, dwustronny zespół luster skanujących zapewniający długą żywotność

- Zaawansowana matryca detektorów ogniskowych zapewniająca wysoką czułość

- Zespoły drzwi:

- Do obserwacji Ziemi

- Do obserwacji Słońca

- Do obserwacji przestrzeni kosmicznej

- Kalibracja w podczerwieni przy każdym skanowaniu dla niskiego szumu 1/f i wysokiej dokładności

- Układ optyczny o niskim poziomie odbić i rozproszenia
- Pokładowy dyfuzor słoneczny i monitor stabilności dyfuzora słonecznego (SDSM)

- Pokładowe pełnoaperturowe 'czarne ciało' (BB) do badania temperatury

- Pokładowy zespół kalibracji spektro-radiometrycznej (SRCA)

| Parametry techniczne       | Parametry techniczne |
| -------------------------- | --- |
| Orbita                     | 705 km, 10:30 czasu lokalnego (węzeł zstępujący – Terra) lub 13:30 (węzeł wstępujący – Aqua), heliosynchroniczna, bliska biegunowej, kołowa |
| Szybkość skanowania        | 20,3 obr./min, w poprzek toru lotu |
| Pas skanowania             | 2330 km (poprzecznie) × 10 km (wzdłuż toru lotu w punkcie pionowo nad satelitą)                                                             |
| Teleskop                   | 17,78 cm średnicy, układ pozaosiowy, afokalny (kolimowany), z pośrednią przysłoną pola                                                      |
| Wymiary                    | 1,0 × 1,6 × 1,0 m |
| Masa                       | 228,7 kg |
| Moc                        | 162,5 W (średnia na jednej orbicie) |
| Szybkość transmisji danych | 10,6 Mbit/s (maksymalna w ciągu dnia); 6,1 Mbit/s (średnia orbitalna)                                                                       |
| Kwantyzacja                | 12 bitów |
| Rozdzielczość przestrzenna | 250 m (pasm 1–2) 500 m (pasm 3–7) 1000 m (pasm 8–36)                                                                                        |
| Rozdzielczość czasowa      | 1–2 dni |
| Zakładana żywotność        | 6 lat |

## Charakterystyka spektralna

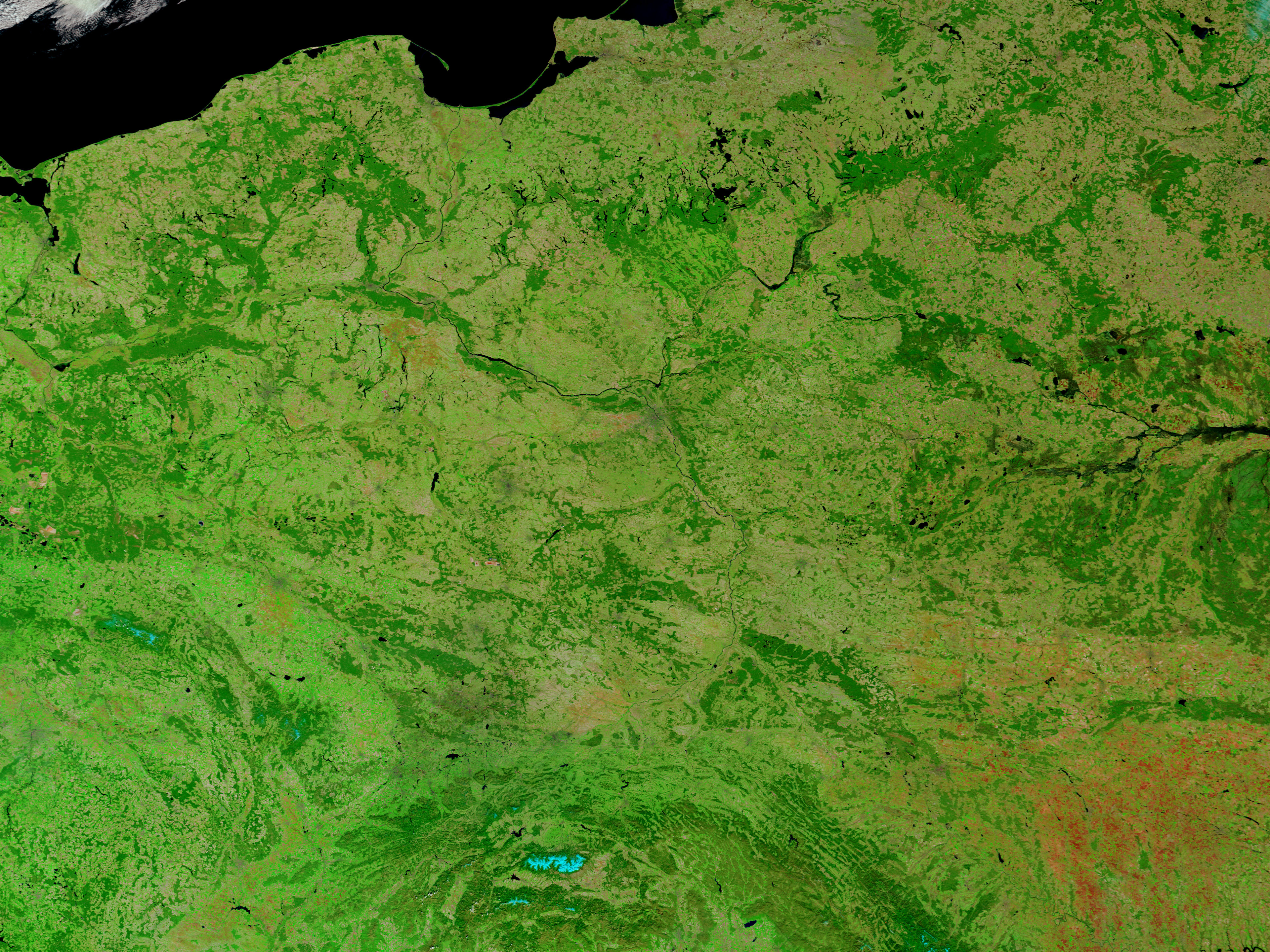
bezchmurny obraz Polski z sensora MODIS/Terra; 20 kwietnia 2011

Specyficzne dla MODIS jest obrazowanie w dużej liczbie zakresów spektralnych, obejmujących zarówno promieniowanie krótkofalowe (20 zakresów), jak i podczerwone (16 zakresów). Dla porównania, radiometr AVHRR, instrument najbardziej podobny do MODIS, pozwala na jednoczesną rejestrację promieniowania wyłącznie w 5 zakresach.
Wysoka rozdzielczość spektralna MODIS pozwala na jednoczesną realizację badań z zakresu pokrycia terenu (np. kanały 1 i 2 stosowane są do liczenia wskaźnika NDVI), klimatologii (np. zakresy 2 i 6 pozwalają na prostą detekcję śniegu, kanał 6 na detekcję chmur Cirrus, kanały 31 i 32 na wyznaczanie temperatury powierzchni lądu i oceanu) i oceanografii (np. kanały 8-11 na parametryzacje chlorofilu). Dotychczas każdy z tych obszarów wymagał często odmiennego satelity, z których żaden nie przewyższał MODIS jakością danych.
Unikatowa cechą MODIS jest wysoka rozdzielczość spektralna w zakresie odpowiadającym absorpcji promieniowania przez dwutlenek węgla (11-15 um). Zlokalizowane w tym obszarze widma kanały 31-36 umożliwiają obliczenie pionowych profilów temperatury powietrza, do czego zazwyczaj wykorzystuje się hiperspektralne radiometry sondujące (sounders). MODIS jest tym samym przykładem sensora, który ze względu na charakterystykę spektralną, oferuje zarówno możliwości typowego skanera obrazującego (imager), jak i niektóre możliwości radiometru sondującego (sounder).
| Kanał | Centralna długość fali (μm) | Zakres fal (μm) | Radiancja spektralna (Wm-2μm-1sr-1) | Rozdzielczość (m) | SNR  | NEΔT (K) |
| ----- | --------------------------- | --------------- | ----------------------------------- | ----------------- | ---- | -------- |
| 1     | 0.659                       | 0.620–0.670     | 21.8                                | 250               | 128  | –        |
| 2     | 0.865                       | 0.841–0.876     | 24.7                                | 250               | 201  | –        |
| 3     | 0.470                       | 0.459–0.479     | 35.3                                | 500               | 243  | –        |
| 4     | 0.555                       | 0.545–0.565     | 29.0                                | 500               | 228  | –        |
| 5     | 1.240                       | 1.230–1.250     | 5.4                                 | 500               | 74   | –        |
| 6     | 1.640                       | 1.628–1.652     | 7.3                                 | 500               | 275  | –        |
| 7     | 2.130                       | 2.105–2.155     | 1.0                                 | 500               | 110  | –        |
| 8     | 0.415                       | 0.405–0.420     | 44.9                                | 1000              | 880  | –        |
| 9     | 0.443                       | 0.438–0.448     | 41.9                                | 1000              | 838  | –        |
| 10    | 0.490                       | 0.483–0.493     | 32.1                                | 1000              | 802  | –        |
| 11    | 0.531                       | 0.526–0.536     | 27.9                                | 1000              | 754  | –        |
| 12    | 0.565                       | 0.546–0.556     | 21.0                                | 1000              | 750  | –        |
| 13    | 0.653                       | 0.662–0.672     | 9.5                                 | 1000              | 910  | –        |
| 14    | 0.681                       | 0.673–0.683     | 8.7                                 | 1000              | 1087 | –        |
| 15    | 0.750                       | 0.743–0.753     | 10.2                                | 1000              | 586  | –        |
| 16    | 0.865                       | 0.862–0.877     | 6.2                                 | 1000              | 516  | –        |
| 17    | 0.905                       | 0.890–0.920     | 10.0                                | 1000              | 167  | –        |
| 18    | 0.936                       | 0.931–0.941     | 3.6                                 | 1000              | 57   | –        |
| 19    | 0.940                       | 0.915–0.965     | 15.0                                | 1000              | 250  | –        |
| 20    | 3.750                       | 3.660–3.840     | 0.45 (300 K)                        | 1000              | –    | 0.05     |
| 21    | 3.959                       | 3.929–3.989     | 2.38 (335 K)                        | 1000              | –    | 2.00     |
| 22    | 3.959                       | 3.929–3.989     | 0.67 (300 K)                        | 1000              | –    | 0.07     |
| 23    | 4.050                       | 4.020–4.080     | 0.79 (300 K)                        | 1000              | –    | 0.07     |
| 24    | 4.465                       | 4.433–4.498     | 0.17 (250 K)                        | 1000              | –    | 0.25     |
| 25    | 4.515                       | 4.482–4.549     | 0.59 (275 K)                        | 1000              | –    | 0.25     |
| 26    | 1.375                       | 1.360–1.390     | 6.0                                 | 1000              | 150  | –        |
| 27    | 6.715                       | 6.535–6.895     | 1.16 (240 K)                        | 1000              | –    | 0.25     |
| 28    | 7.325                       | 7.175–7.475     | 2.18 (250 K)                        | 1000              | –    | 0.25     |
| 29    | 8.550                       | 8.400–8.700     | 9.58 (300 K)                        | 1000              | –    | 0.05     |
| 30    | 9.730                       | 9.580–9.880     | 3.69 (250 K)                        | 1000              | –    | 0.25     |
| 31    | 11.030                      | 10.780–11.280   | 9.55 (300 K)                        | 1000              | –    | 0.05     |
| 32    | 12.020                      | 11.770–12.270   | 8.94 (300 K)                        | 1000              | –    | 0.05     |
| 33    | 13.335                      | 13.185–13.485   | 4.52 (260 K)                        | 1000              | –    | 0.25     |
| 34    | 13.635                      | 13.485–13.785   | 3.76 (250 K)                        | 1000              | –    | 0.25     |
| 35    | 13.935                      | 13.785–14.085   | 3.11 (240 K)                        | 1000              | –    | 0.25     |
| 36    | 14.235                      | 14.085–14.385   | 2.08 (220 K)                        | 1000              | –    | 0.35     |

## Dane

### Stopień przetworzenia
W ramach projektu MODIS oferowane są dane nieprzetworzone oraz dane tematyczne, tzw. produkty - efekt interpretacji danych pierwotnych. Ze względu na stopień przetworzenia danych pierwotnych wyróżnione są cztery zasadnicze stopnie przetworzenia (ang. levels):
- Level 0 (L0) - pakiety strumienia danych odebranych z satelity, odpowiadające danym obserwacyjnym. Ciągły strumień danych zostaje podzielony na fragmenty (sceny) odpowiadające pięciu minutom obrazowania przez MODIS.
- Level 1 (L1) - dane obserwacyjne wraz z wyznaczonymi parametrami korekcji geometrycznej i radiometrycznej. Dla poziomu L1A informacje wymagane do korekcji są zapisane osobno, podczas gdy w przypadku L1B obydwie korekty zostały już wykonane i są nieodwracalnie wpisane w dane.
- Level 2 (L2) - dane tematyczne tworzone dla każdej pięciominutowej sceny MODIS, zapisywane w oryginalnym układzie odniesienia wynikającym ze sposobu obrazowania sensora. Są to najbardziej podstawowe dane tematyczne, na podstawie których wyznacza się wartości średnie.
- Level 3 (L3) - dane tematyczne L2 zagregowane czasowo do wartości: dobowych, 8-dniowych, 16-dniowych, 32-dniowych i rocznych; w większości przypadków redukowana jest rozdzielczość przestrzenna informacji do piksela o rozmiarze np. 1x1 stopień. Dane zapisywane są najczęściej w odwzorowaniu geograficznym lub sinusoidalnym.

### Tematyka
Projekt MODIS oferuje ponad czterdzieści produktów tematycznych, tworzonych w sposób operacyjny (regularnie i niemal w czasie rzeczywistym). Produkty są ponumerowane, a liczbę poprzedza identyfikator "MOD" lub "MYD", wskazujący odpowiednio satelitę Terra i Aqua jako źródło danych. Istnieją również produkty łączone, z których przypadku identyfikatorem jest "MCD" (C od combined, pol. łączone). Poniższa tabele zestawia główne grupy produktów, przy czym prawie każda z nich dzieli się na podgrupy produktów bardziej szczegółowych lub odpowiadających różnym poziomom przetworzenia.
| Kod produktu | Oryginalna nazwa produktu                         | Tematyka danych                                                       |
| ------------ | ------------------------------------------------- | --------------------------------------------------------------------- |
| MOD01        | Level-1A Radiance Counts                          | Wartość promieniowania - niekalibrowana                               |
| MOD02        | Level-1B Calibrated, Geolocated Radiances         | Wartość promieniowania - skalibrowana geometrycznie i radiometrycznie |
| MOD03        | Geolocation Data Set                              | Współrzędne geograficzne pikseli, geometria obserwacji                |
| MOD04        | Aerosol Product                                   | Właściwości aerozolu atmosferycznego                                  |
| MOD05        | Total Precipitable Water                          | Wodność chmur, para wodna                                             |
| MOD06        | Cloud Product                                     | Zachmurzenie i mikrofizyka chmur                                      |
| MOD07        | Atmospheric Profiles                              | Profile atmosferyczne m.in. temperatury, wilgotności, dwutlenku węgla |
| MOD08        | Gridded Atmosphere Products (Level-3)             | Zgeneralizowane dane atmosferyczne                                    |
| MOD09        | Atmospherically Corrected Surface Reflectance     | Odbiciowość powierzchni lądu                                          |
| MOD10        | Snow Cover                                        | Pokrywa śnieżna                                                       |
| MOD11        | Land Surface Temperature and Emissivity           | Temperatura i emisywność powierzchni lądu                             |
| MOD12        | Land Cover/Land Cover Change                      | Pokrycie terenu i jego zmiany                                         |
| MOD13        | Vegetation Indices                                | Wskaźniki roślinności                                                 |
| MOD14        | Thermal Anomalies, Fires and Biomass Burning      | Anomalie termiczne, pożary                                            |
| MOD15        | Leaf Area Index and FPAR                          | Wskaźnik powierzchni liści                                            |
| MOD16        | Surface Resistance and Evapotranspiration         | Transpiracja z roślin                                                 |
| MOD17        | Vegetation Production, Net Primary Productivity   | Produkcja roślinna                                                    |
| MOD18        | Normalized Water Leaving Radiance                 | Promieniowanie odbite przez powierzchnię oceanu                       |
| MOD19        | Pigment Concentration                             | Gęstość barwników                                                     |
| MOD20        | Chlorophyll Fluorescence                          | Właściwości fluorescencyjne chlorofilu                                |
| MOD21        | Chlorophyll a Pigment Concentration               | Właściwości chlorofilu                                                |
| MOD22        | Photosynthetically Active Radiation (PAR)         | Promieniowanie fotosyntetycznie czynne                                |
| MOD23        | Suspended Solids Concentration in Ocean Water     | Materia zawieszona w wodzie morskiej                                  |
| MOD24        | Organic Matter Concentration                      | Gęstość materii organicznej                                           |
| MOD25        | Coccolith Concentration                           | Gęstość kokolitów                                                     |
| MOD26        | Ocean Water Attenuation Coefficient               | Współczynnik absorpcji wody morskiej                                  |
| MOD27        | Ocean Primary Productivity                        | Produktywność oceanu                                                  |
| MOD28        | Sea Surface Temperature                           | Temperatura powierzchniowa wody morskiej                              |
| MOD29        | Sea Ice Cover                                     | Pokrywa lodowa                                                        |
| MOD31        | Phycoerythrin Concentration                       | Gęstość fikoerytryny                                                  |
| MOD35        | Cloud Mask                                        | Maska chmur                                                           |
| MOD36        | Total Absorption Coefficient                      | Właściwości absorpcyjne chlorofilu                                    |
| MOD37        | Ocean Aerosol Properties                          | Właściwości aerozolu morskiego                                        |
| MOD39        | Clear Water Epsilon                               | Właściwości aerozolu morskiego                                        |
| MOD43        | Albedo 16-Day Level-3                             | Albedo                                                                |
| MOD44        | Vegetation Cover Conversion and Continuous Fields | Pokrycie terenu                                                       |

### Wersje danych
Każdy produkt danej grupy tematycznej jest efektem przetworzenia danych oryginalnych stosownym algorytmem - sformalizowanym zestawem procedur. Dokładne opisy procedur są udostępniane publicznie w postaci dokumentów teoretycznych podstaw algorytmu (Algorithm Theoretical Basis Document, ATBD).
Algorytmy są nieustannie udoskonalane, powstają ich kolejne wersje. W konsekwencji istnieją również różne wersje samych danych MODIS. Wersje te w nomenklaturze projektu kreślą się mianem kolekcji (Collection). Obecnie najaktualniejszą wersją danych jest kolekcja 005 (Collection 005), przy czym trwają prace nad wersją kolejną (Collection 006). Gdy wprowadzana jest nowa kolekcja, nowy zestaw algorytmów stosowany jest do aktualnych (bieżących) danych, jak również wszystkich danych archiwalnych - są one ponownie przetwarzane.